# モンゴルダービー
モンゴルダービーとはエンデュランス馬術競技の一つである。モンゴル草原を通過する1,000キロメートル (620 mi)の道程が設定されており、世界で最も長距離の乗馬レースとして知られる。コースは1224年にチンギス・カンが連絡システムとして構築した道程を利用している。
2016年のレースでは13カ国から21人の男性、23人の女性が参加した。実際のコースは毎年変化しており、レース開始の直前まで隠匿される。しかし、走行環境自体の変更はなく、草原だけでなく山路や林丘、河川や湿原、砂丘などを走行する。
騎手に対するサポートチーム、プレレースのトレーニング、道中のサポートステーションは参加料 (2020年は£11,375)によって賄われる。騎手は40キロメートル (25 mi)たびにサポートステーションで馬を交代させなければいけない。道中では獣医による騎乗馬の検診が行われ、騎手が馬に必要以上の負担をかけていたと認められた場合ペナルティ・タイムが課せられる。参加者は過酷なレース環境に耐えうる乗馬スキルを示す必要がある。使用される馬は半野生であり、非従順的な個体が多いこともイベントの難易度上昇の要因となっている。
騎手は鞍上で1日に13,14時間を過ごすこととなり、またレース自体も10日間続く。各年半分ほどの参加者がリタイアするため、完走自体がレースの目標とされる。

## 歴史
第1回モンゴルダービーは2009年に開催され、以降毎年開催されている。複数の馬を用いたレースであり、チンギス・カンが1224年に構築した通信道をなぞる形で進行する。 この行程は世界で最も古い馬を用いた長距離郵便システムである。  モンゴルダービーではチンギス・カンの通信システムと同様に、25個の中継駅と休憩地点からなる1,000キロメートル (620 mi)の道程を用いてモンゴル草原を横切る。また、レース中は設定された中継地点の他に、現地の遊牧民の元での宿泊、もしくは野宿での休憩が取られる。2010年にはギネス世界記録に最も走行距離が長い複数馬のレースとしてモンゴルダービーが登録されている。
長距離の旅程に加え、参加者には25頭の親しみのない"半野生"のモンゴルの馬への騎乗による負傷、過酷な条件、身体的な不快・疲労、一日あたりの走行時間の制限などのルールなど、さまざまな困難が待ち受けている。
2016年のモンゴルダービーはオーストラリアの参加者William Comiskey（Dingo）、カナダの参加者Heidi Telstad、アメリカの参加者Marcia Hefker Milesの3者による引き分けに終わった。

## 歴代勝者
以下は歴代のレース勝者と出身国のリストである。
- 2024: Missy Morgan (オーストラリア)
- 2023: Linda Hermann (スウェーデン)
- 2022(8月): Erdene-Ochir Uuganbayar (モンゴル)
- 2022(7月): Deirdre Griffith (アメリカ)、Willemien Jooste (南アフリカ)
- 2019: Bob Long (アメリカ)
- 2018: Annabel Neasham (イギリス)、Adrian Corboy (オーストラリア)[10]
- 2017: Ed Fernon (オーストラリア)、Barry Armitage (南アフリカ)
- 2016: William Comiskey aka Dingo (オーストラリア)、Heidi Telstad (カナダ)、Marcia Hefker Miles (アメリカ)
- 2015: Byeronie Epstein (南アフリカ)[11]
- 2014: Sam Jones (オーストラリア)[12]
- 2013: Lara Prior-Palmer (イギリス)[13]
- 2012: Donal Fahy (アイルランド)[14]
- 2011: Craig Egberink (南アフリカ)[15]
- 2010: Justin Nelzen (アメリカ)[16][17]
- 2009: Shiravsamboo Galbadrakh (モンゴル)、Charles van Wyk (南アフリカ)[18]

## 映画
特筆すべきドキュメンタリー映画として2012年から2016年の3レースを追ったAll the Wild Horsesが2018年に公開されている。 プロデューサーであるIvo Marlohは撮影のためにモンゴルダービーを2回完走している。ゴールウェイ・フラー映画祭のベスト・インターナショナル・フィーチャー・ドキュメンタリーなど、多くの国際映画賞を受賞した。.

## 参照
1. ↑  “Mongol Derby” (英語). The Adventurists. 2019年5月17日閲覧。
2. ↑  “Mongol Derby - Horse Race”. To Mongolia.   tomongolia.blogspot.com. 2013年9月16日閲覧。
3. ↑  Ashleigh N.. “World's Toughest Horse Race Retraces Genghis Khan's Postal Route”.   National Geographic. 20230422閲覧。 エラー: 閲覧日が正しく記入されていません。
4. ↑  DeHart (2013年8月28日). “The Mongol Derby: Genghis Khan's Equestrian Gauntlet”. Asia Life.   The Diplomat. 2013年9月16日閲覧。
5. ↑  “Teenage Rider Wins Mongol Derby”. PRI's The World.   PRI's The World (2013年8月23日). 2013年9月16日閲覧。
6. ↑  DeHart (2013年8月28日). “The Mongol Derby: Genghis Khan's Equestrian Gauntlet”. Asia Life.   The Diplomat. 2013年9月16日閲覧。
7. ↑  “Teenage Rider Wins Mongol Derby”. PRI's The World.   PRI's The World (2013年8月23日). 2013年9月16日閲覧。
8. ↑  Armytage (2013年8月19日). “Mongol Derby, the world's toughest race, gives Clare Twemlow and Alex Embiricos a rough ride”. The Telegraph: Sport: Horse Racing.   Telegraph Media Group Limited. 2013年9月16日閲覧。
9. ↑  McGowan (2013年8月23日). “Mongol Derby: 'Like the Tour de France crossed with Snakes and Ladders'”. CNN: World Sport: Winning Post.   Cable News Network. 2013年9月16日閲覧。
10. ↑  Carey (2018年8月19日). “Australians win the 1000km Mongol Derby | video” (英語). The Bellingen Shire Courier Sun. 2019年5月17日閲覧。
11. ↑  “Byeronie Epstein Wins the 2015 Mongol Derby”. 2015年8月12日閲覧。
12. ↑  “2014 Derby Winner Crowned: Sam Jones (AU)”. 2014年8月20日閲覧。
13. ↑  Dunwoody (2013年8月10日). “Lara Prior-Palmer wins the Mongol Derby in 2013 in dramatic fashion”. Daily Race Report.   The League of Adventurists international Ltd.. 2013年8月17日時点のオリジナルよりアーカイブ。2013年9月16日閲覧。
14. ↑  Mr. Tom (2012年8月18日). “Donal Fahy: Mongol Derby 2012 Winner”. The Jibber.   The League of Adventurists international Ltd.. 2013年9月16日閲覧。
15. ↑  Mr. Tom (2011年8月13日). “Mongol Derby 2011 Has Been Won”. The Jibber.   The League of Adventurists international Ltd.. 2013年9月16日閲覧。
16. ↑  “Mongol Derby Champion of Texas to return in 2011”.   Cruz Bay Publishing, Inc.. 2013年9月16日閲覧。
17. ↑  “Mongol Derby”.   Team EquiPro. 2013年9月16日閲覧。
18. ↑  “Joint winners for Mongol Derby”. horsetalk.co.nz.   Horsetalk: World equestrian news and information (2009年9月17日). 2013年9月16日閲覧。

## 関連リンク
- “The Mongol Derby”.   The League of Adventurists international. 2013年9月16日閲覧。
- “About the Derby”. Mongol Derby Blog.   The League of Adventurists international. 2013年8月24日時点のオリジナルよりアーカイブ。2013年9月16日閲覧。
- “The Mongol Derby: In Pictures”. Telegraph: Travel: Activity and Adventure.   Telegraph Media Group Limited. 2013年9月16日閲覧。